# Valentina e i colori del mondo
Valentina e i colori del mondo è un libro per ragazzi scritto da Angelo Petrosino e illustrato da Sara Not.

## Trama
Valentina, una ragazzina di dodici anni, un giorno viene chiamata dalla sua amica giornalista Rossana, che le propone di scrivere degli articoli sulle usanze delle persone straniere. Valentina conosce molte persone straniere e si fa raccontare le loro abitudini e i loro costumi.